# Erin McNaught
Erin McNaught (Canberra, Australia; 22 de mayo de 1982) es una modelo, actriz y presentadora australiana, conocida por haber interpretado a Sienna Cammeniti en la serie Neighbours.

## Biografía
Erin es hija de Andy McNaught, tiene dos hermanos mayores.
En 2007 comenzó a salir con el jugador de rugby profesional Braith Anasta, sin embargo la relación terminó en 2009.
En 2009 Erin comenzó a salir con el modelo Nathan Joliffe, sin embargo después de dos años juntos la pareja terminó en septiembre de 2011.
Más tarde ese año Erin tuvo que someterse a una operación luego de cortarse un dedo en un accidente de moto.
Erin comenzó a salir con el rapero británico Elliot John Gleave más conocido como Example, la pareja anunció que estaban comprometidos en noviembre de 2012 y finalmente se casaron el 18 de mayo de 2013 en Ballina, cerca de Brisbane, Australia. El 23 de junio de 2014 la pareja anunció que estaban esperando a su primer bebé juntos. El 20 de diciembre de 2014 la pareja le dio la bienvenida a su primer bebé juntos, Evander Maxwell Gleave. El 12 de septiembre de 2017 anunció el nacimiento de su segundo hijo, Ennio Stanley Gleave.

## Carrera
Antes de convertirse en modelo Erin tocaba el bajo y hacia las voces secundarias en una banda llamada "Short Straw".
Erin ha modelado para Antz Pantz y Mambo.
En 2006 ganó el premio de Miss Australia, ese mismo año participó en el concurso de Miss Universo representando al país de Australia sin embargo no logró obtener un buen lugar ni pasar de las primeras 20.  
El 2 de mayo de 2008 se unió como personaje recurrente en la popular serie Neighbours donde interpretó a la enfermera Sienna Cammeniti hasta el 3 de octubre del mismo año luego de que su personaje decidiera irse a Italia.
En 2010 apareció como invitada en la sexta temporada del programa Australia's Next Top Model.
En 2012 participó en la duodécima temporada de la versión australiana del programa de baile Dancing with the Stars, su pareja fue el bailarín profesional Gleb Savchenko, sin embargo no avanzaron mucho y fueron la primera pareja en ser eliminada.

## Filmografía

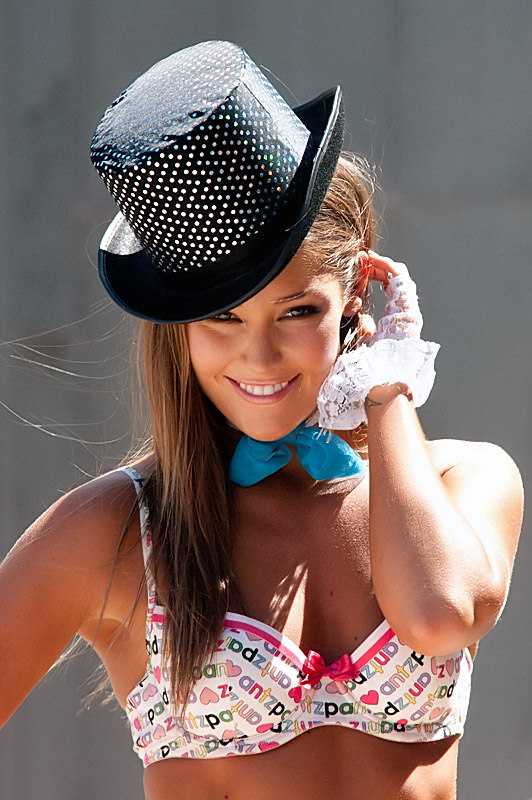
McNaught durante una sesión de fotos en 2010.

### Series de televisión
| Año  | Título     | Personaje        | Notas        |
| ---- | ---------- | ---------------- | ------------ |
| 2008 | Neighbours | Sienna Cammeniti | 35 episodios |

### Presentadora
| Año  | Programa   | Notas        |
| ---- | ---------- | ------------ |
| 2007 | Cybershack | presentadora |

### Apariciones
| Año         | Programa                   | Notas                                               |
| ----------- | -------------------------- | --------------------------------------------------- |
| 2012        | Dancing with the Stars     | 2 episodios - concursante                           |
| 2010 - 2011 | Good News Week             | 3 episodios                                         |
| 2010        | Australia's Next Top Model | episodio "21st Century Denim" - celebridad invitada |
| 2009 - 2010 | 20 to 1                    | 8 episodios                                         |